# Mãe Graça de Nanã
Maria das Graças Ferreira Santos, mais conhecida como Mãe Graça de Nanã, é uma pedagoga, ialorixá do Ilê Axé Gilodefan, que fica localizado em Oliveira dos Campinhos, município de Santo Amaro, estado brasileiro da Bahia.
É uma ativista negra que atua contra racismo religioso e homofobia, e está na Coordenação Feirense da Federação Nacional do Culto Afro-Brasileiro (FENACAB), ela é integrante do Grupo Nacional Mulheres de Axé e é membra do Comitê Contra Intolerância Religiosa (Cointer).